# Fogolygalamb
A fogolygalamb (Starnoenas cyanocephala) a madarak osztályának galambalakúak (Columbiformes) rendjéhez és a galambfélék (Columbidae) családjához tartozó Starnoenas nem egyetlen faja.

## Rendszerezése
A fajt Carl von Linné svéd természettudós írta le 1758-ban, a Columba nembe Columba cyanocephala néven.

## Előfordulása
Kuba területén honos, valamint kóborlóként eljut a Turks- és Caicos-szigetekre is. Természetes élőhelyei a szubtrópusi és trópusi síkvidéki és hegyi esőerdők és mocsári erdők. Állandó nem vonuló faj.

## Megjelenése
Testhossza 29-35 centiméter, testtömege 215-289 gramm.

## Életmódja
Magvakkal és bogyókkal, valamint csigákkal és rovarokkal táplálkozik.

## Természetvédelmi helyzete
Az elterjedési területe még elég nagy, de csökken, egyedszáma 600-1700 példány közötti és gyorsan csökken. Az élőhelyvesztés és a a vadászatok miatt került veszélybe. A Természetvédelmi Világszövetség Vörös listáján veszélyeztetett fajként szerepel.
```
Összehangolt tenyésztéssel próbálják meg megmenteni a fajt a teljes kipusztulástól. Európában az 
Európai Állatkertek és Akváriumok Szövetsége
 felügyelete alá tartozó Európai Veszélyeztetett Fajok Programja (EEP) keretében tenyésztik a faj egyedeit.
```